# Ficus uniglandulosa
Ficus uniglandulosa là một loài thực vật có hoa trong họ Moraceae. Loài này được Wall. mô tả khoa học đầu tiên năm 1848.